# خريطة مأمونية
'الخريطة المأمونية' هي خريطة من أشهر خرائط المسلمين وهي خريطة ملونة فاقت خريطة بطليموس، وتعد أهم أثر جغرافي من عصر الخليفة العباسي المأمون.

## تعريف بالخريطة المأمونية
تعتبر الصورة أو الخريطة المأمونية من أشهر خرائط المسلمين وهي خريطة ملونة فاقت خريطة بطليموس، وتعد أهم أثر جغرافي من عصر الخليفة العباسي المأمون تاريخ 218 هـ الذي كلف فريقا من العلماء يبلغ سبعين عالماً بقياس محيط الأرض وإثبات كرويتها وقاموا تحت إشرافه بصنع خريطة متطورة للعالم ولم يعثر على أصل لهذه الخريطة بل عثر على وصف لها في كتب المعاصرين واستخدمت فيها الأصباغ والألوان لتمثيل مختلف الظواهر.
وتعد هذه الخريطة من الخرائط المرسومة رسما جغرافيا، وقد اشترك في رسمها مجموعة من العلماء، وقد قسم فيها العالم إلى سبعة أقاليم وفق خطوط الطول ودوائر العرض، ويبدو واضحا مقدار تأثر هذه الخريطة بالخرائط اليونانية.
تحدث المسعودي تاريخ 346 هـ في كتابه التنبيه والإشراف عن هذه الخريطة قائلاً:"رأيت هذه الأقاليم مصوّرة في غير كتاب بأنواع الأصباغ. وأحسن ما رأيت من ذلك في كتاب جغرافيا مارينوس، وتفسير جغرافيا قطع الأرض. وهي الصورة المأمونية التي عملت للمأمون، واجتمع على صنعتها عدة من حكماء أهل عصره، صوّر فيها العالم بأفلاكه ونجومه وبرّه وبحره، عامره وغامره، ومساكن الأمم والمدن وغير ذلك؛ وهي أحسن مما تقدم من جغرافيا بطليموس وجغرافيا مارينوس وغيرهما".

## التقسيم الإقليمي للخريطة
أما من حيث التقسيم الإقليمي فقد كانت مقسمه إلى سبعة أقاليم كما أشار إلى ذلك الزهري الأندلسي في مقدمة كتابه كتاب الجغرافيا ستة منها تحيط بالسابع الموجود في الوسط.
وقد أسدت الخريطة المأمونية إلى الحضارة الغربية فضلاً عظيمًا رغم ضعف إمكانات المسلمين من حيث الأجهزة الجغرافية في ذلك العصر، وقام المسلمون بإدخال الكثير من التعديلات الهامة على خريطة بطليموس، وحسنوها وأضافوا إليها الكثير من التصحيحات الجوهرية.

## طالع أيضًا
- كتاب غرائب الفنون وملح العيون